# Bambuque
Bambuque  (en francés: Bambouk o Bambuc, también escrito como Bambugu (Bambougou) o Bambuhu es una región histórica montañosa del África occidental que comprende el espacio entre los afluentes del río Senegal, río Falémé al oeste y el río Bafing al este.
Actualmente se encuentra entre Senegal y la porción occidental de Malí, sobre todo en la circunscripción de Kéniéba (región de Caies). Debido a sus recursos auríferos-reales o estimados- recibió notoriedad desde la Edad Media, principalmente en el mundo árabe y después en Europa, donde fue reconocida como el "Perú de África".

## Descripción histórica

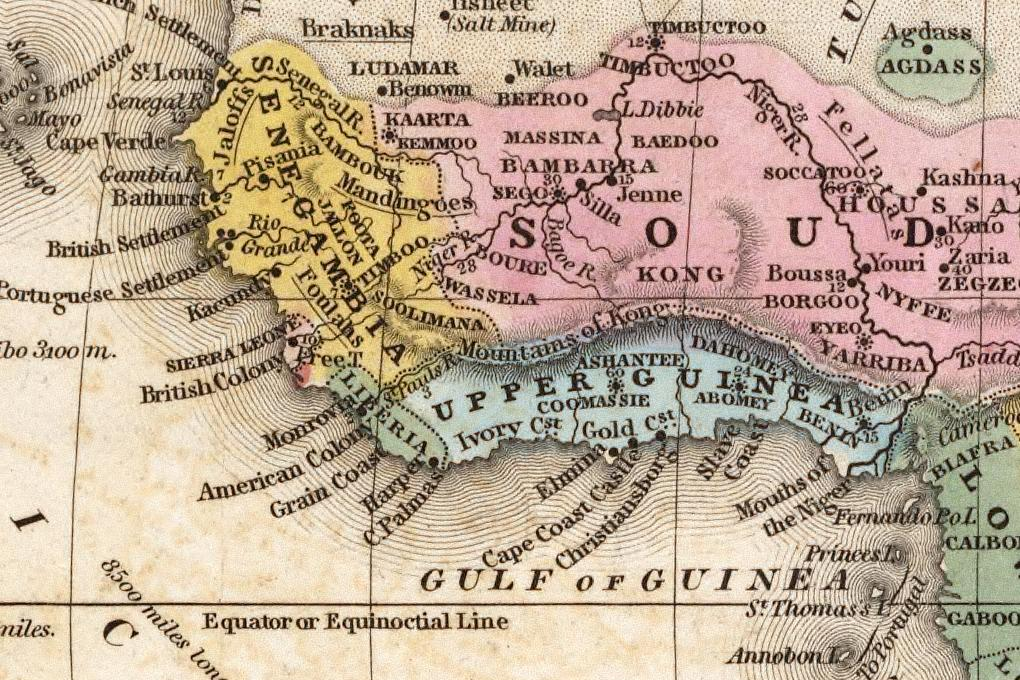
Bambuque en el interior de Senegambia en un mapa de 1839.

Bambúque es una región montañosa situada entre los afluentes del río Senegal, el Falemé al oeste y el Bafing al este. En el siglo XII, el geógrafo árabe Al-Idrisi retrató esta región como una isla de 300 millas de ancho y 150 millas de longitud, una descripción bastante relevante teniendo en cuenta los dos ríos y la superficie efectiva del territorio.
Bambúque fue y sigue siendo poblado mayoritariamente por comunidades mandingas que se esparcen por el país en pequeñas aldeas. Los esclavos fugitivos a menudo buscaban refugios en esas montañas. Estas comunidades son relativamente independientes, aunque a veces se han unido históricamente para combatir incursiones de Estados vecinos más centralizados, como los Reinos de Bundu y Chaso. Según la historia tradicional, Bambuque forma parte del Reino de Galam y fue gobernada ininterrumpidamente del siglo VIII al siglo XVIII por el mismo linaje dinástico.

## Imperio de Ghana
Según una tradición local, en el pasado Bambuque y las regiones vecinas de Concadugu (Konkadugu) y Gangara formaron parte de un único Estado fundado por un oficial militar de Mali. Si esta información es verídica, este Estado centralizado se dividió hace mucho tiempo, no sólo en estas tres regiones, sino en varias subunidades políticas menores. Desde temprana Bambúque se destacó por la producción de oro, formando parte del grupo de regiones productoras de oro más famosas del continente al lado de la Nubia en África Oriental, Buré en Guinea, Lobi sobre el río Volta Negro, el país de los asantes en Ghana Y la meseta oriental de Zimbabue.
Cronistas y geógrafos árabes innumerables veces hicieron menciones al oro de Bambuque y crearon analogías en cuanto al actuar "silencioso" de los mercaderes locales y los cartagineses. En el relato del siglo XII de Abu Abdullah al-Bakri se sabe que por el tiempo de Tunca Menín, que ascendía al trono del Imperio de Ghana en 1062 o 1063, Bambúque era una de las zonas más meridionales del imperio. A pesar del hecho de que el Imperio de Ghana en la época de Tún Menim ejercía alguna soberanía sobre Bambúque, para Alberto da Costa e Silva no hubo un control directo de ese país, sino un control del acceso a las fuentes auríferas.
El oro obtenido en esa región era utilizado por los monarcas de Ghana para el mantenimiento de su corte, así como un enorme ejército. De las informaciones contenidas en el relato de al-Bakri, se puede deducir que todo el oro refinado, fundido o en barras era monopolizado por el emperador, mientras que el oro bruto estaba destinado al comercio transahariano con el Norte de África árabe-bereber. Durante mucho tiempo los caravanas tuvieron su comercio intermedio por los uangaras, pero tal procedimiento era extremadamente costoso y con el paso del tiempo optar por realizar negociaciones directas con los productores de Bambuque y demás regiones auríferas del Sudán Occidental, probablemente en algunos casos llegando hasta el país asante